# エーカー・フィート
エーカー・フィート（エーカー・フート）は、アメリカで用いられるヤード・ポンド法の体積の単位である。貯水池の貯水量や、運河・河川の流量など、水資源について言及するときに用いられる単位である。
1エーカー・フィートは、1エーカーの面積を1フィートの深さで覆うのに必要な体積と定義される。それは以下の値に相当する。
- 1 233.481 837 547 52立方メートル（正確に）
- 43 560立方フィート（正確に）
- 75 271 680立方インチ（正確に）
- 約325 851米ガロン

経験的に、1エーカー・フィートの水は4人家族が1年間に使う水量とされている。